# Associació de Futbol de Bòsnia i Hercegovina
L'Associació de Futbol de Bòsnia i Hercegovina (en bosnià: Fudbalski Savez Bosne i Hercegovine, FSBiH; en serbi: Фудбалски савез Босне и Херцеговине, ФСБиХ o Fudbalski Savez Bosne i Hercegovine, FSBiH); en croat: Nogometni Savez Bosne i Hercegovine, NSBiH) dirigeix el futbol a Bòsnia i Hercegovina.
És l'encarregada d'organitzar les principals lligues del país, la Lliga bòsnia de futbol, les lligues amateurs, la Copa bòsnia de futbol i la Selecció de futbol de Bòsnia i Hercegovina.

## Enllaços externs

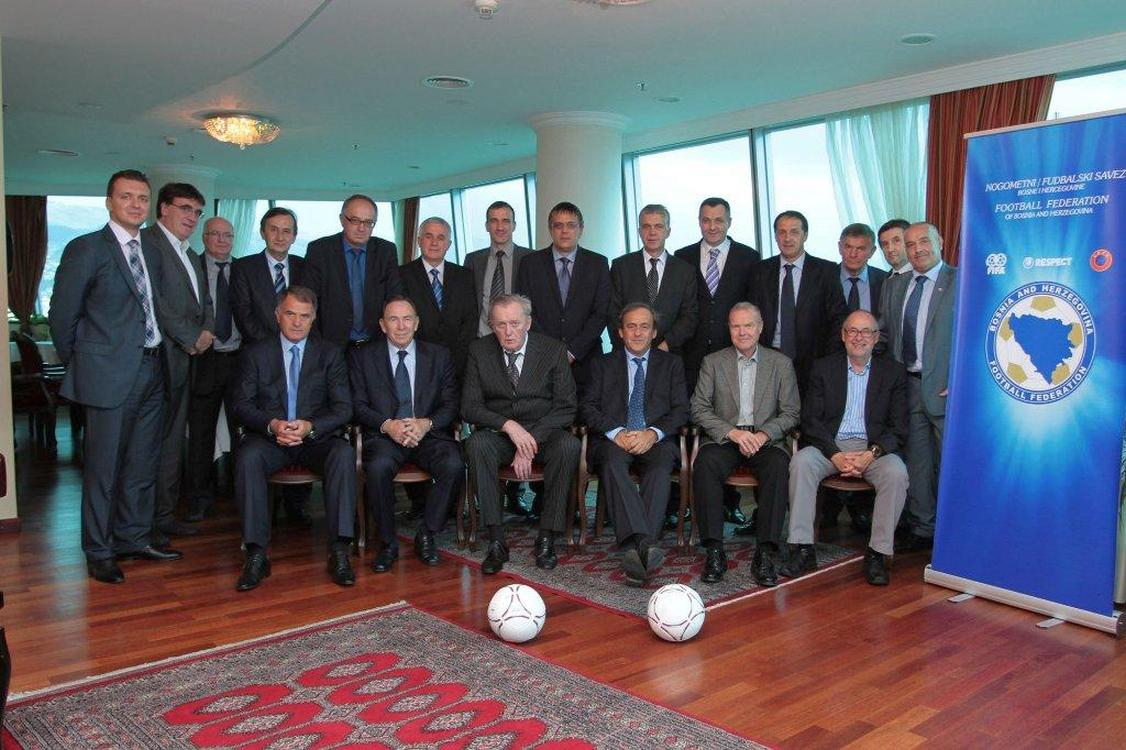
Cap del comitè de normalització de BiH Ivica Osim, amb Dušan Bajević, Faruk Hadžibegić, Jasmin Baković i els convidats de la UEFA Michel Platini, Allan Hansen (DBU), Peter Gilliéron, Theodore Theodoridis, Muhamed Taa. (Octubre 2012 Sarajevo).